# San Lázaro (métro de Séville)
Pour les articles homonymes, voir San Lázaro.
San Lázaro est une future station de la ligne 3 du métro de Séville. Elle sera située sous l'avenue des Travailleurs immigrés, dans le district Nord, à Séville.

## Situation sur le réseau
Établie en souterrain, San Lázaro sera une station de passage de la ligne 3 du métro de Séville. Elle sera située après Los Carteros, en direction du terminus nord de Pino Montano Norte, et avant Hospital Virgen Macarena, en direction du terminus sud de Hospital de Valme.

## Histoire
L'emplacement de la station est présenté au public le 13 janvier 2022, lors du dévoilement du projet définitif du tronçon nord de la ligne 3.

## À proximité
La station desservira l'hôpital Saint-Lazare.